# I'll Supply the Love
«I´ll Supply the Love» es una canción de la banda estadounidense Toto escrita por David Paich. Fue lanzado en febrero de 1979 como segundo sencillo de su álbum debut Toto. Alcanzó el número 45 en el Billboard Hot 100 de Estados Unidos, donde pasó nueve semanas en la lista.
La canción fue un éxito menor tanto en Australia donde alcanzó el puesto número 92 como en Canadá donde llegó al 73. Tuvo mejor desempeño en Nueva Zelanda, donde alcanzó el puesto 29.
Cash Box dijo que tiene "acordes de guitarra poderosos, cambios rítmicos, canto apasionado y coro fuerte". El crítico de Classic Rock History, Brian Kachejian, la calificó como la sexta mejor canción de Toto, llamándola una "canción noqueadora".
"I'll Supply the Love" también aparece en la película de 2011 Zookeeper.

## Posicionamiento en listas
| Chart (1979)                       | Máxima posición |
| ---------------------------------- | --------------- |
| Australia (Kent Music Report)      | 8               |
| Canadá (RPM Top Singles)           | 5               |
| Estados Unidos (Billboard Hot 100) | 45              |
| Nueva Zelanda (Recorded Music NZ)  | 29              |

## Personal
- Bobby Kimball - voz principal y coros
- Steve Lukather - guitarras, coros
- Steve Porcaro - sintetizadores
- David Paich - sintetizadores, piano, coros
- David Hungate - bajo
- Jeff Porcaro - batería, percusión